# Raïon de Solomyanka
Le raïon de Solomyanka (en ukrainien : Солом'янський район) est un raïon (district) urbain de Kiev, la capitale de l'Ukraine.
Il englobe des territoires dans l'ouest du centre-ville de Kiev, près du Lybid (en).

## Lieux patrimoniaux
L'institut polytechnique de Kiev, la gare Vokzalna.

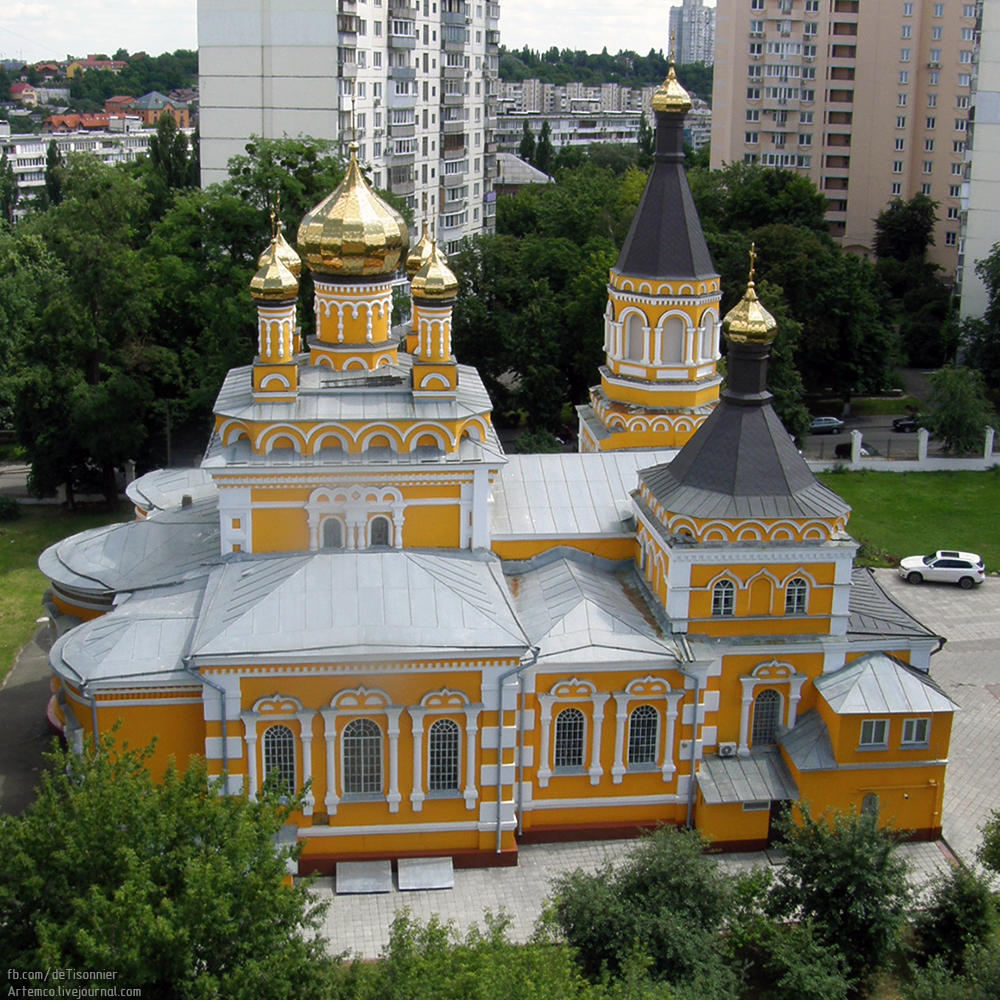
Eglise Pokrovsk classée sous le  numéro : 80-382-9002[1].
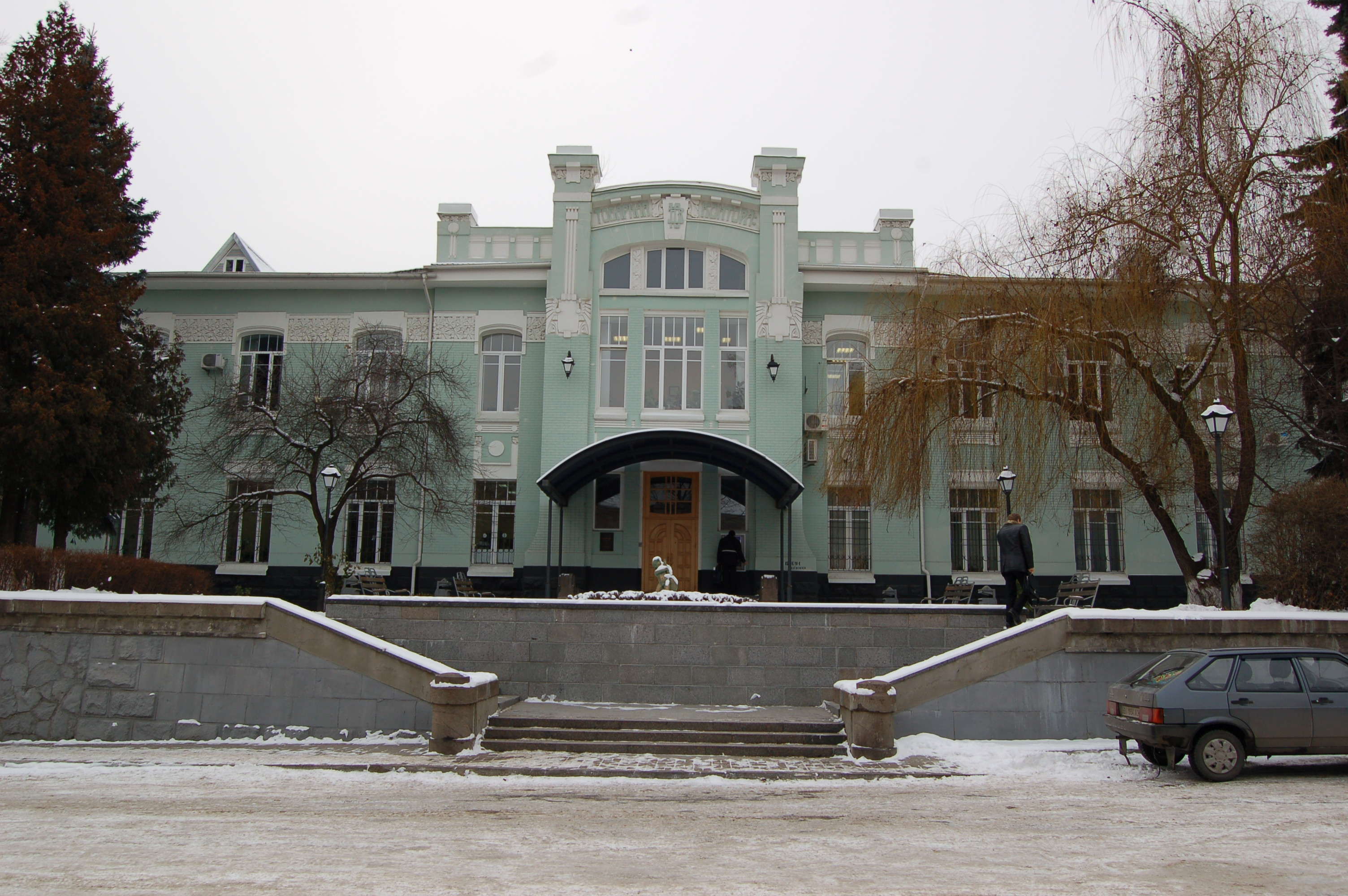
La gare de Kiev-Tovarny classée sous le  numéro : 80-389-0111[2].
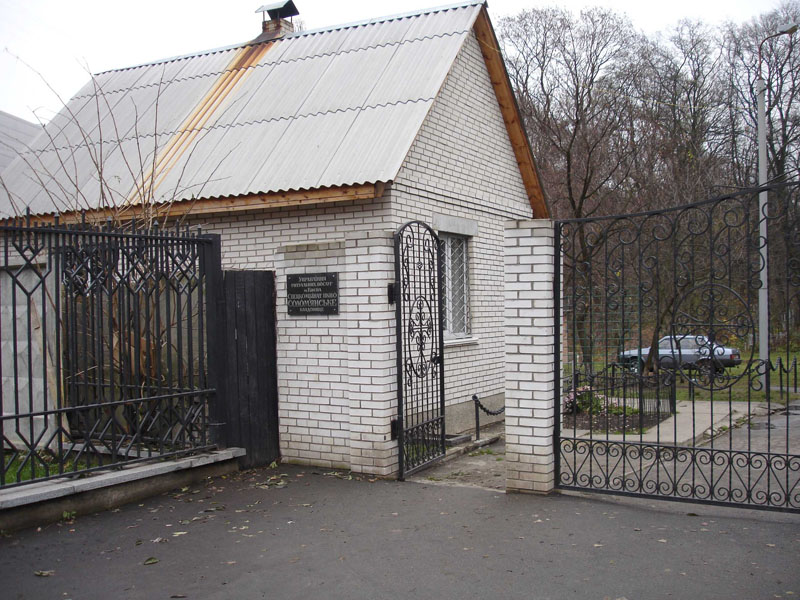
Le cimetière classée sous le  numéro : 80-389-9006[3].
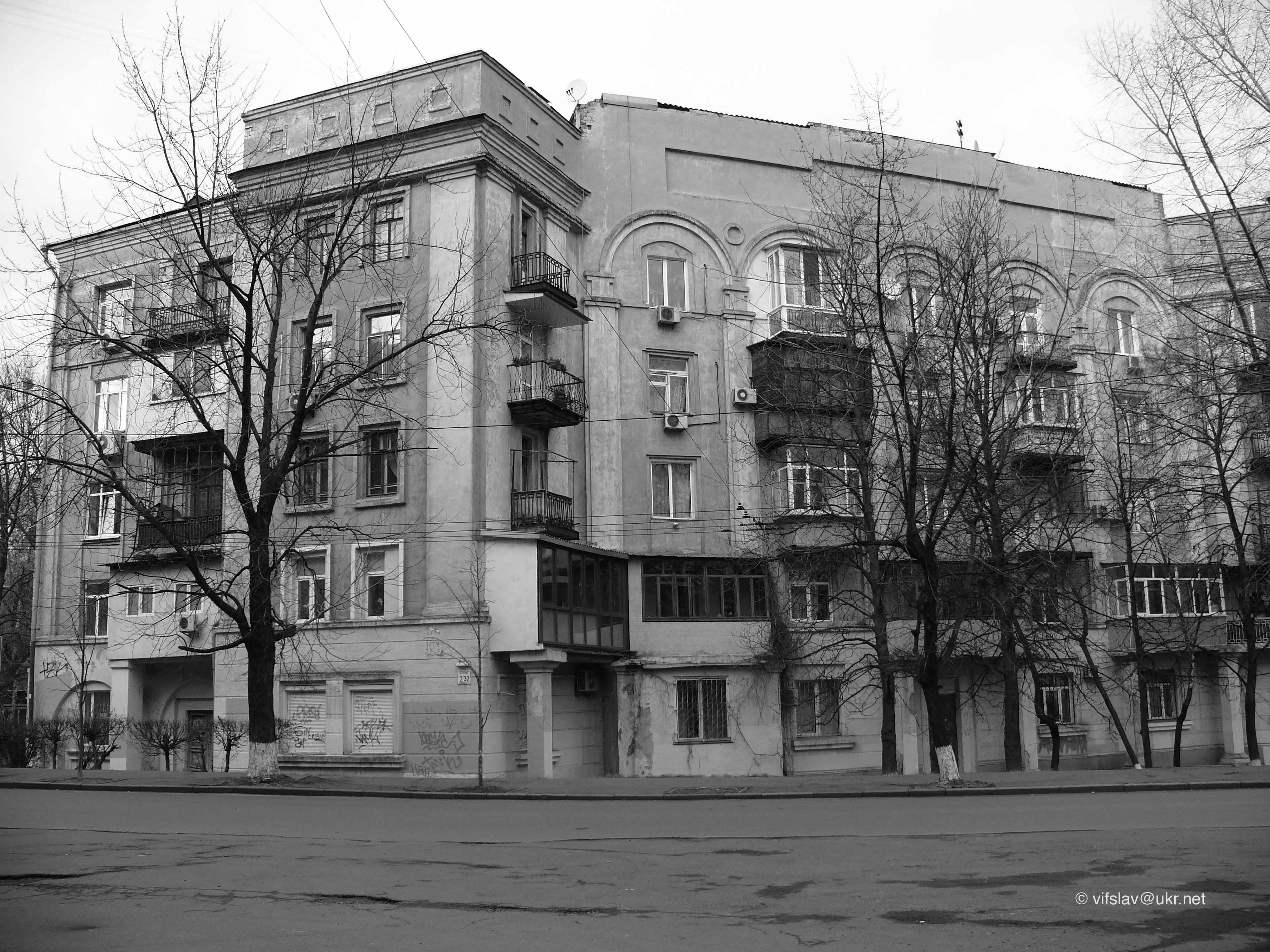
L'école d'ingénieurs militaire d'aviation classée sous le  numéro : 80-389-0001[4].